# Piers Duncan Williams Dunn
Piers Duncan Williams Dunn, britanski general, * 1896, † 1957.